# Eckhard Heise
Eckhard Heise (* 22. September 1953 in Neuenhaus, Niedersachsen) ist ein deutscher Schauspieler.

## Leben
Heise wuchs in Nordhorn und Köln auf. Nach seiner Schulzeit absolvierte er zunächst eine Ausbildung zum Großhandelskaufmann. Später arbeitete er als Chemielaborant und Dekorateur. 1971 begann er seine Theaterlaufbahn am Theater am Dom in Köln als Kulissenbauer und Inspizient. Er wechselte dann in gleicher Funktion an die Vereinigten Bühnen Krefeld-Mönchengladbach. In der Spielzeit 1975/1976 arbeitete er als Regieassistent am Theater Ulm.
Sein erstes Engagement als Schauspieler erhielt er 1977 in der mehrteiligen ARD-Fernsehserie Deutschlands wilder Westen. Von 1977 bis 1979 absolvierte er anschließend eine Schauspielausbildung an der Otto-Falckenberg-Schule in München. Als Theaterschauspieler hatte er unter anderem Gastengagements am Schiller-Theater in Berlin (1979, 1981/1982 Tournee) und am Hansa-Theater in Berlin (1984). Am Blutenburg-Theater in München spielte er 1985 in Agatha Christies Kriminalklassiker Die Mausefalle. Am Schiller-Theater spielte er an der Seite von Martin Held in Carl Sternheims Theaterstück 1913. 1981/1982 ging er mit Walter Hasenclevers Schauspiel Ein besserer Herr auf Tournee; sein Partner war Horst Buchholz. Am Hansa-Theater Berlin spielte er unter der Regie von Horst Niendorf in dem Berliner Volksstück Der Kaiser vom Alexanderplatz von Horst Pillau.
Heise spielte ab Ende der 1970er Jahre vor allem in Fernsehfilmen und Fernsehserien. Heise übernahm hierbei durchgehende Serienrollen, Episodenrollen und auch Gastrollen. Vor allem in den Krimiserien Derrick, Der Alte, Wolffs Revier, Tatort oder SOKO 5113 spielte er sehr häufig.
In der ZDF-Fernsehreihe Eine Frau bleibt eine Frau spielte er den Filmsohn von Lilli Palmer. In der WDR-Fernsehserie Tour de Ruhr, zu der Elke Heidenreich das Drehbuch schrieb, spielte er 1981 unter der Regie von Reinhard Schwabenitzky an der Seite von Henry van Lyck, Marie-Luise Marjan und Elfi Eschke die Hauptrolle des Bundesbahnbeamten Harald Schlümer, der sich mit seinem Kollegen auf eine Fahrradtour durch das Ruhrgebiet begibt.
Kleinere Rollen übernahm er auch in internationalen Kinoproduktionen. Gelegentlich arbeitete Heise auch als Synchronsprecher, so 1981 in der neuen ZDF-Synchronfassung von Tarzans Vergeltung.

## Filmografie (Auswahl)
- 1977: Deutschlands wilder Westen
- 1978: Eine Frau bleibt eine Frau
- 1978: Derrick: Steins Tochter
- 1979: Grandison
- 1979: Der Alte: Lippmann wird vermißt
- 1980: Derrick: Ein Lied aus Theben
- 1981: Das Ende vom Anfang
- 1981: Tour de Ruhr
- 1982: Derrick: Das Alibi
- 1983: Derrick: Via Genua
- 1984: Wildgänse 2
- 1984: Derrick: Drei atemlose Tage
- 1987: SOKO 5113
- 1992–1999: Wolffs Revier
- 1993: Die Spinne
- 1994: Grauzone
- 1995: A.S.
- 1997: Solo für Sudmann